# Anthurium striatipes
Anthurium striatipes là một loài thực vật có hoa trong họ Ráy (Araceae). Loài này được Sodiro miêu tả khoa học đầu tiên năm 1903.